# Saint-Vigor-des-Mézerets
Saint-Vigor-des-Mézerets é uma ex-comuna francesa na região administrativa da Normandia, no departamento de Calvados. Estendeu-se por uma área de 9,63 km². Em 2010 a comuna tinha 241 habitantes (densidade: 25 hab./km²).
Em 1 de janeiro de 2017 foi fundida com as comunas de Lassy e Saint-Jean-le-Blanc para a criação da nova comuna de Terres de Druance..